# Renderización de subpixel

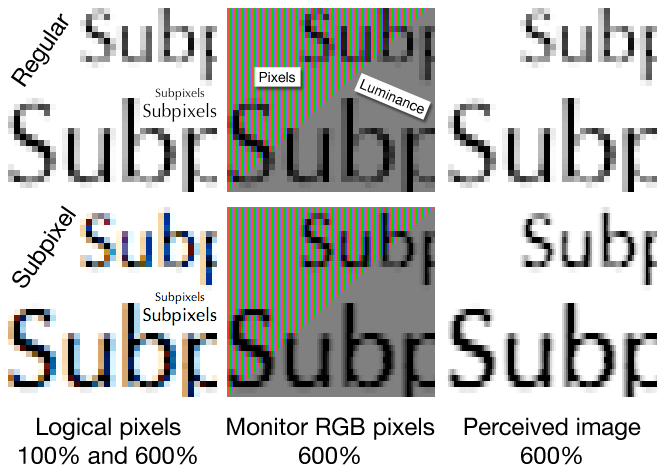
Renderización de subpixel funciona incrementando los puntos de reconstrucción de luminiscencia de una pantalla subpixelada a color, como una pantalla de cristal líquido (LCD) o un diodo orgánico de emisión de luz (OLED) exhibición. Esta imagen en miniatura es reducida y no muestra la técnica. Clic para ver la imagen a tamaño completo.

La representación por subpíxeles es una manera de aumentar la aparente resolución de la pantalla de cristal líquido de un ordenador (LCD) o de un diodo orgánico de emisión de luz (OLED) renderizando pixeles teniendo en cuenta las propiedades físicas del tipo de pantalla. Aprovecha el hecho que cada píxel en un color LCD esta de hecho compuesto de subpíxeles individuales de color rojo, verde y azul u otro color en textos Anti-aliasing con un detalle más grande o para aumentar la resolución de todo tipo de imágenes en diseños qué es específicamente diseñado para ser compatible con renderización de subpixel.

## Contexto

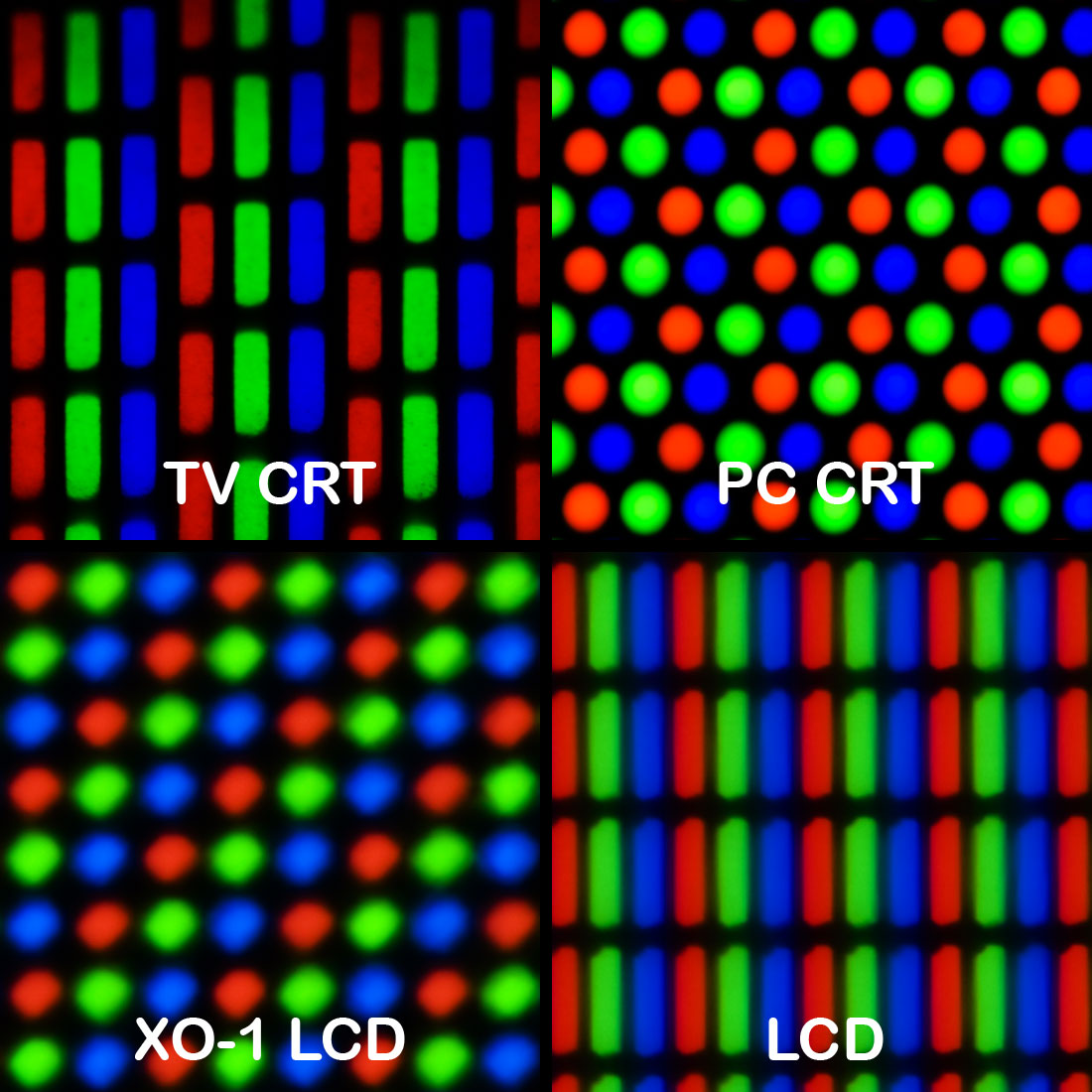
Ejemplos de geometría de píxeles, mostrando varios arreglos de píxeles y subpixels, los cuales tienen que ser considerados para la renderización de subpixel. Las pantallas LCD (el derecho inferior es el ejemplo más típico) son las más adecuadas para la renderización de subpixel.

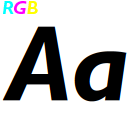
"Aa" renderizado en subpixel.

La imagen anterior, con los canales R, G y B separados y animados.

Un solo  píxel en una pantalla subpixelada en color está hecha de varios color primarios, típicamente tres elementos de color—ordenados (en varias pantallas) ya sea azul, verde, y rojo (BGR), o rojo, verde, y azul (RGB). Algunas pantallas tienen más de tres colores primarios, a menudo llamados MultiPrimary, como la combinación de rojo, verde, azul, y amarillo (RGBY), o rojo, verde, azul y blanco (RGBW), o incluso rojo, verde, azul, amarillo, y cyan (RGBYC).
Estos componentes de píxel, a veces llamados subpíxeles, aparece como color solo al ojo humano debido a la borrosidad por la óptica y la integración espacial por las células nerviosas en el ojo.Sin embargo, los componentes son fácilmente visibles cuando se ven con una lupa pequeña. Por encima de un determinado umbral de resolución, los colores de los subpíxeles no son visibles, pero la intensidad relativa de los componentes cambia la posición u orientación aparente de una línea.
Renderización de subpixel esta mejor adaptado a algunas tecnologías de monitores que a otros. La tecnología esta mejor adaptada a LCDs y otras tecnologías donde cada píxel lógico corresponde directamente a tres o más subpíxeles de color independientes, pero menos para tecnología CRTs.
En un CRT la luz de los componentes del píxel a menudo se propaga a través de píxeles, y las salidas de píxeles adyacentes no son perfectamente independientes. Si un diseñador supiera con precisión los haces de electrones de la pantalla y la rejilla de apertura, la renderización de subpixel podría tener alguna ventaja respecto a esta. Pero las propiedades de los componentes CRT, junto con las variaciones de alineación que forman parte del proceso de producción,hacen que la renderización de subpíxeles sea menos efectiva para estas pantallas.
La técnica debería tener una buena aplicación con los diodos orgánicos emisores de luz (OLED) y otras tecnologías de pantalla que organiza píxeles de la misma manera que las pantallas LCDs.

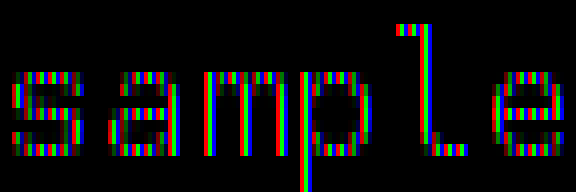
Los píxeles en un LCD están hechos de elementos separados rojos, verdes, y azules, los cuales pueden ser usados para dar un control más preciso sobre la representación de la curvatura del texto. La palabra aparecería en blanco en la pantalla porque la luz roja, verde, y azul combinadas son indistinguibles de luz blanca desde el sistema visual humano.

## Direccionabilidad vs. resolución
Con la tecnología de renderización de subpixel, aumenta el número de puntos que pueden abordarse de forma independiente para reconstruir la imagen. Cuando los subpíxeles verdes están reconstruyendo la paleta, los subpíxeles rojos se están reconstruyendo cerca de los picos y viceversa. En el caso de las fuentes de texto, el aumento de la capacidad de direccionamiento permite al diseñador de fuentes utilizar frecuencias y fases espaciales que habrían creado distorsiones notables si se hubieran procesado los píxeles completos. La mejora es más notoria en las fuentes en cursiva que muestran diferentes fases en cada fila. Esta reducción en la distorsión de muaré es el beneficio principal de las fuentes renderizadas de subpixel en el panel RGB a rayas convencional.
Aunque la renderización de subpíxeles aumenta el número de puntos reconstruidos en la pantalla, esto no siempre significa que una resolución más alta, frecuencias espaciales más altas, más líneas y espacios, se puedan mostrar en una disposición determinada de subpíxeles de color. Se produce un fenómeno a medida que la frecuencia espacial se incrementa más allá del límite de píxeles de Nyquist desde el teorema de muestreo de Nyquist-Shannon; El aliasing cromático (franjas de color) puede aparecer con frecuencias espaciales más altas en una orientación dada en la disposición de subpíxeles de color. 

### Ejemplo con el diseño de rayas RGB común
Por ejemplo, considerar un RGB con diseño de rayas:
```
RGBRGBRGBRGBRGBRGB             WWWWWWWWWWWWWWWWWW         R = rojo
RGBRGBRGBRGBRGBRGB     is      WWWWWWWWWWWWWWWWWW         G = verde
RGBRGBRGBRGBRGBRGB  percibido  WWWWWWWWWWWWWWWWWW  donde  B = azul
RGBRGBRGBRGBRGBRGB     como      WWWWWWWWWWWWWWWWWW         W = blanco
RGBRGBRGBRGBRGBRGB             WWWWWWWWWWWWWWWWWW
```

A continuación se muestra un ejemplo de líneas blancas y negras en el límite de Nyquist, pero en un ángulo inclinado, aprovechando la renderización de subpíxeles para usar una fase diferente en cada fila: 
```
RGB___RGB___RGB___             WWW___WWW___WWW___         R = rojo
_GBR___GBR___GBR__     is      _WWW___WWW___WWW__         G = verde
__BRG___BRG___BRG_  percibido  __WWW___WWW___WWW_  donde  B = azul
___RGB___RGB___RGB     como      ___WWW___WWW___WWW         _ = negro
____GBR___GBR___GB             ____WWW___WWW___WW         W = blanco
```

A continuación se muestra un ejemplo de alias cromático cuando se excede el límite de Nyquist de píxeles enteros tradicionales:
```
RG__GB__BR__RG__GB             YY__CC__MM__YY__CC         R = rojo    Y = amarillo
RG__GB__BR__RG__GB     is      YY__CC__MM__YY__CC         G = verde  C = cian
RG__GB__BR__RG__GB  percibido  YY__CC__MM__YY__CC  donde  B = azul   M = magenta
RG__GB__BR__RG__GB     como      YY__CC__MM__YY__CC         _ = negro
RG__GB__BR__RG__GB             YY__CC__MM__YY__CC
```

Este caso muestra el resultado de intentar colocar líneas verticales en blanco y negro a cuatro subpíxeles por ciclo en la arquitectura RGB Stripe. Uno puede ver visualmente que las líneas, en lugar de ser blancas, son de color. A partir de la izquierda, la primera línea es roja combinada con verde para producir una línea de color amarillo. La segunda línea es verde combinada con azul para producir una línea de color cian en colores pastel. La tercera línea es azul combinada con rojo para producir una línea de color magenta. Luego los colores se repiten: amarillo, cian y magenta. Esto demuestra que una frecuencia espacial de un ciclo por cuatro subpíxeles es demasiado alta. Los intentos de ir a una frecuencia espacial aún mayor, como un ciclo por tres subpíxeles, darían como resultado un solo color sólido. 
Algunas pantallas LCD compensan el efecto de mezcla de color entre píxeles al tener bordes entre píxeles ligeramente más grandes que los bordes entre subpíxeles. Luego, en el ejemplo anterior, un espectador de tal LCD vería una línea azul que aparece adyacente a una línea roja en lugar de una sola línea magenta.

### Ejemplo con diseño de franjas alternas RBG-GBR
Se han desarrollado nuevos diseños de subpíxeles para permitir una resolución real más alta sin alias cromáticos. Aquí se muestra uno de los miembros de la familia de diseños de matriz PenTile. A continuación se muestra un ejemplo de cómo un simple cambio en la disposición de subpíxeles de color puede permitir un límite superior en la dirección horizontal: 
```
RBGRBGRBGRBGRBGRBG
GBRGBRGBRGBRGBRGBR
RBGRBGRBGRBGRBGRBG
GBRGBRGBRGBRGBRGBR
RBGRBGRBGRBGRBGRBG
GBRGBRGBRGBRGBRGBR
```

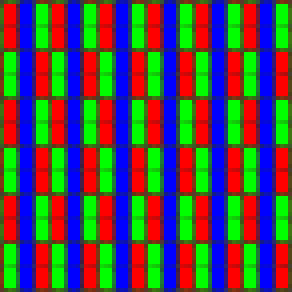
PenTile RBG-GBR Geometría de subpixel alternada(aumento de 12:1).

En este caso, el orden rojo y verde se intercambian cada fila para crear un patrón de tablero de ajedrez rojo y verde con rayas azules. Tenga en cuenta que los subpíxeles verticales también se podrían dividir en la mitad verticalmente para duplicar la resolución vertical: los paneles LCD actuales ya suelen utilizar dos led de color (alineados verticalmente y mostrando la misma luminosidad, consulte las imágenes ampliadas a continuación) para iluminar cada subpíxel vertical. Este diseño es uno de la familia de diseños de matriz PenTile. Cuando se muestra el mismo número de líneas blanco y negro, los subpíxeles azules se configuran a la mitad del brillo "b":
```
Rb_Rb_Rb_Rb_Rb_Rb_
Gb_Gb_Gb_Gb_Gb_Gb_
Rb_Rb_Rb_Rb_Rb_Rb_
Gb_Gb_Gb_Gb_Gb_Gb_
Rb_Rb_Rb_Rb_Rb_Rb_
Gb_Gb_Gb_Gb_Gb_Gb_
```

Tenga en cuenta que cada columna que se enciende comprende subpíxeles rojos y verdes con brillo total y subpíxeles azules a mitad del valor para equilibrarlos en blanco. Ahora, uno puede mostrar líneas blancas y negras en hasta un ciclo por tres subpíxeles sin alias cromáticos, el doble que la arquitectura de la franja RGB. 

### Variantes no rayadas del diseño alternado RBG-GBR

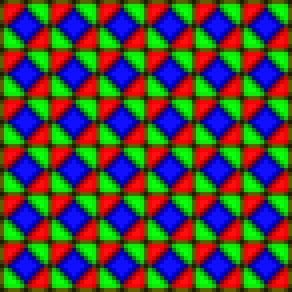
PenTile RG-B-GR Geometría de subpixel alternada(aumento de 12:1).

Las variantes del diseño anterior han sido propuestas por Clairvoyante / Nouvoyance (y demostradas por Samsung) como miembros de la familia de diseños de matriz PenTile diseñados específicamente para la eficiencia de renderización de subpíxeles. 
Por ejemplo, aprovechando la resolución horizontal visible duplicada, se podría duplicar la resolución vertical para hacer que la definición sea más isotrópica. Sin embargo, esto reduciría la apertura de píxeles, produciendo contrastes más bajos. Una alternativa mejor utiliza el hecho de que los subpíxeles azules son los que menos contribuyen a la intensidad visible, de modo que están localizados de manera menos precisa. Los subpíxeles azules se representan como un diamante en el centro de un cuadrado de píxeles, y el resto de la superficie de píxeles se divide en cuatro partes como un tablero de ajedrez de subpíxeles rojos y verdes con tamaños más pequeños. Las imágenes con esta variante pueden usar la misma técnica que antes, excepto que ahora hay una geometría casi isotrópica que admite tanto la horizontal como la vertical con las mismas propiedades geométricas, lo que hace que el diseño sea ideal para mostrar los mismos detalles de imagen cuando el panel LCD puede ser girado 
La resolución visual vertical y horizontal duplicada permite reducir la densidad de subpíxeles de aproximadamente el 33%, con el fin de aumentar su apertura también de aproximadamente el 33%, con la misma distancia de separación entre subpíxeles (para su interconexión electrónica), y también para reducir la potencia La disipación de aproximadamente el 50% con un contraste blanco / negro aumentó aproximadamente el 50% y aun así la resolución de píxeles visuales se incrementó en aproximadamente el 33% (es decir, aproximadamente 125 ppp en lugar de 96 ppp), pero con solo la mitad del número total de subpíxeles para la misma superficie mostrada.

### Disposición RG-BW a cuadros
Otra variante, llamada RGBW Quad, usa un tablero de ajedrez con 4 subpíxeles por píxel, agregando un subpíxel blanco, o más específicamente, reemplazando uno de los subpíxeles verdes del patrón de filtro de Bayer con un subpíxel blanco, para aumentar el contraste y reducir la energía necesaria para iluminar píxeles blancos (porque los filtros de color en los paneles de rayas RGB clásicos absorben más del 65% de la luz blanca total utilizada para iluminar el panel). Como cada subpíxel es un cuadrado en lugar de un rectángulo delgado, esto también aumenta la apertura con la misma densidad de subpíxel promedio y la misma densidad de píxeles en ambos ejes. A medida que se reduce la densidad horizontal y la densidad vertical sigue siendo idéntica (para la misma densidad de píxeles cuadrados), es posible aumentar la densidad de píxeles en aproximadamente un 33%, mientras se mantiene el contraste comparable a los paneles RGB o BGR clásicos, aprovechando los Uso más eficiente de la luz y menores niveles de absorción por los filtros de color.
No es posible utilizar la renderización de subpíxeles para aumentar la resolución sin crear franjas de color similares a las que se ven en los paneles de rayas clásicos RGB o BGR, pero la resolución aumentada lo compensa, además, su color visible efectivo se reduce por la presencia subpíxeles de "colores-neutrales" blancos.
Sin embargo, este diseño permite una mejor representación de grises, al precio de una menor separación de color. Pero esto es consistente con la visión humana y con los formatos modernos de compresión de imagen y video (como JPEG y MPEG) utilizados en las transmisiones modernas de HDTV y en discos Blu-ray.
 Otra variante más, un miembro de la familia de matrices PenTile de diseños de subpíxeles, alterna entre subpíxeles RGBW / BWRG en cada fila, para permitir que la renderización de subpíxeles aumente la resolución, sin alias cromáticos. Como antes, el aumento de la transmitancia con el subpíxel blanco permite una mayor densidad de subpíxeles, pero en este caso, la resolución mostrada es aún mayor debido a los beneficios de la renderización de subpíxeles:
```
RGBWRGBWRGBW
BWRGBWRGBWRG
RGBWRGBWRGBW
BWRGBWRGBWRG
RGB_RGB_RGB_
_W___W___W__
RGB_RGB_RGB_
_W___W___W__
```

### Resolución visual frente a resolución de píxeles y compatibilidad de software
Por lo tanto, no todos los diseños son creados iguales. Cada diseño particular puede tener una "resolución visual" diferente, límite de la función de transferencia de modulación (MTFL), definido como el número más alto de líneas blancas y negras que se pueden representar simultáneamente sin un aliasing cromático visible.
Sin embargo, tales diseños alternativos aún no son compatibles con los algoritmos de fuentes de renderización de subpíxeles utilizados en Windows, Mac OS X y Linux, que actualmente solo admiten los diseños de subpíxeles de rayas horizontales RGB o BGR (los monitores girados no son compatibles, ¡las franjas de subpíxeles son verticales!) . Sin embargo, las pantallas de matriz de PenTile tienen un motor de renderización de subpíxeles incorporado que permite que los conjuntos de datos RGB convencionales se conviertan a los diseños, lo que proporciona compatibilidad de reproducción y reproducción con pantallas de diseño convencionales. En el futuro, se propondrán nuevos modelos de pantallas que permitirán a los controladores del monitor especificar su resolución visual por separado de la resolución de píxeles completos y las compensaciones de posición relativas de los subpíxeles visibles para cada plano de color, así como su respectiva contribución a la intensidad del blanco. Dichos controladores de monitor permitirían a los renderizadores ajustar correctamente sus matrices de transformación de geometría para calcular correctamente los valores de cada plano de color y obtener el mejor beneficio de la renderización de subpíxeles con el alias cromático más bajo. 

## Ejemplos
Las fotos fueron tomadas con una cámara digital Canon PowerShot A470 utilizando el modo "Super Macro" y el zum digital de 4.0 ×. La pantalla utilizada fue la integrada en una laptop Lenovo G550. Tenga en cuenta que la pantalla tiene píxeles RGB. Las pantallas existen en los cuatro patrones horizontal RGB / BGR y vertical RGB / BGR, pero el RGB horizontal es el más común. Además, se han desarrollado varios patrones de subpíxeles en color específicamente para aprovechar la renderización de subpíxeles. El más conocido de estos es la matriz de patrones de PenTile.

Las siguientes fotografías compuestas muestran tres métodos de renderización de fuentes para comparación. Desde la parte superior: monocromo; Anti-aliasing espacial tradicional (píxel entero); Renderización por subpixel.

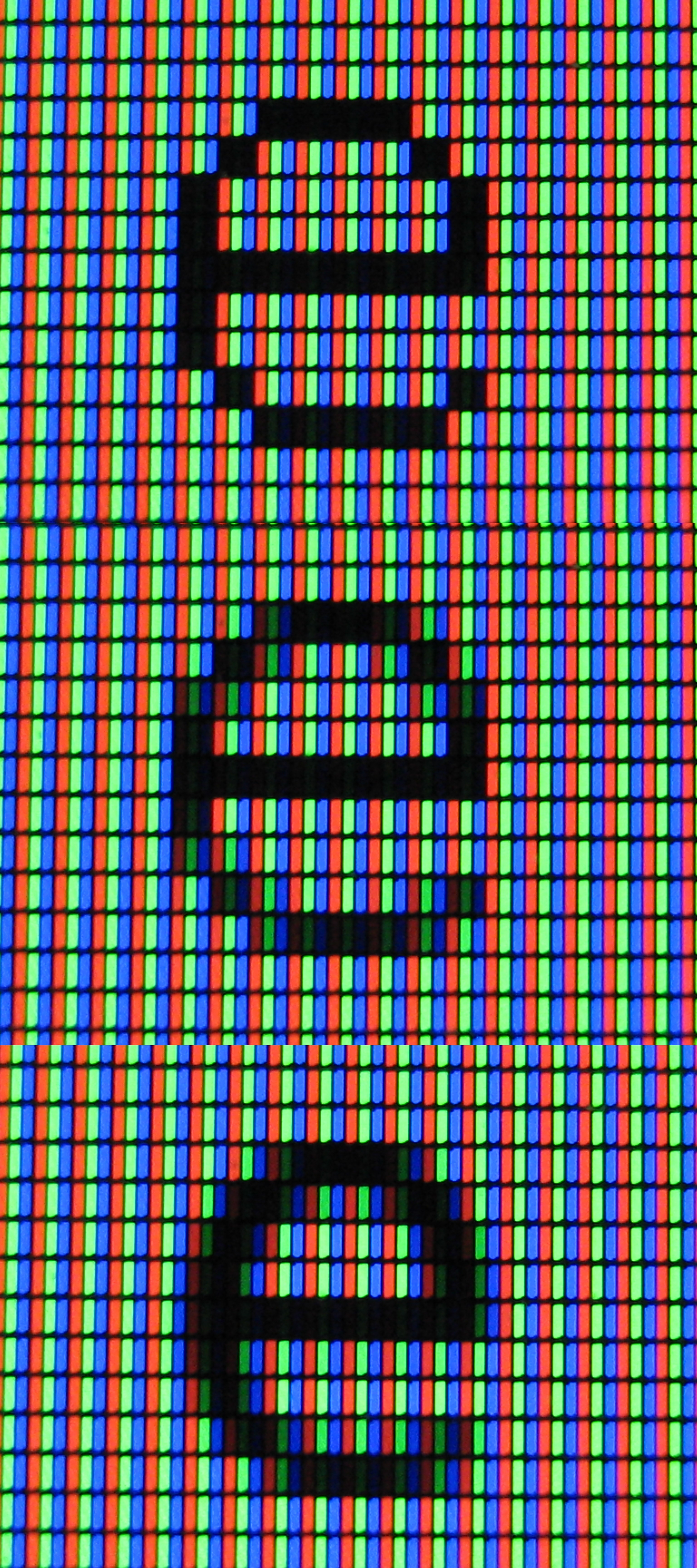
Composite macro photograph of three types of rendering for e: monochrome, traditional antialiasing, subpixel rendering (from top)
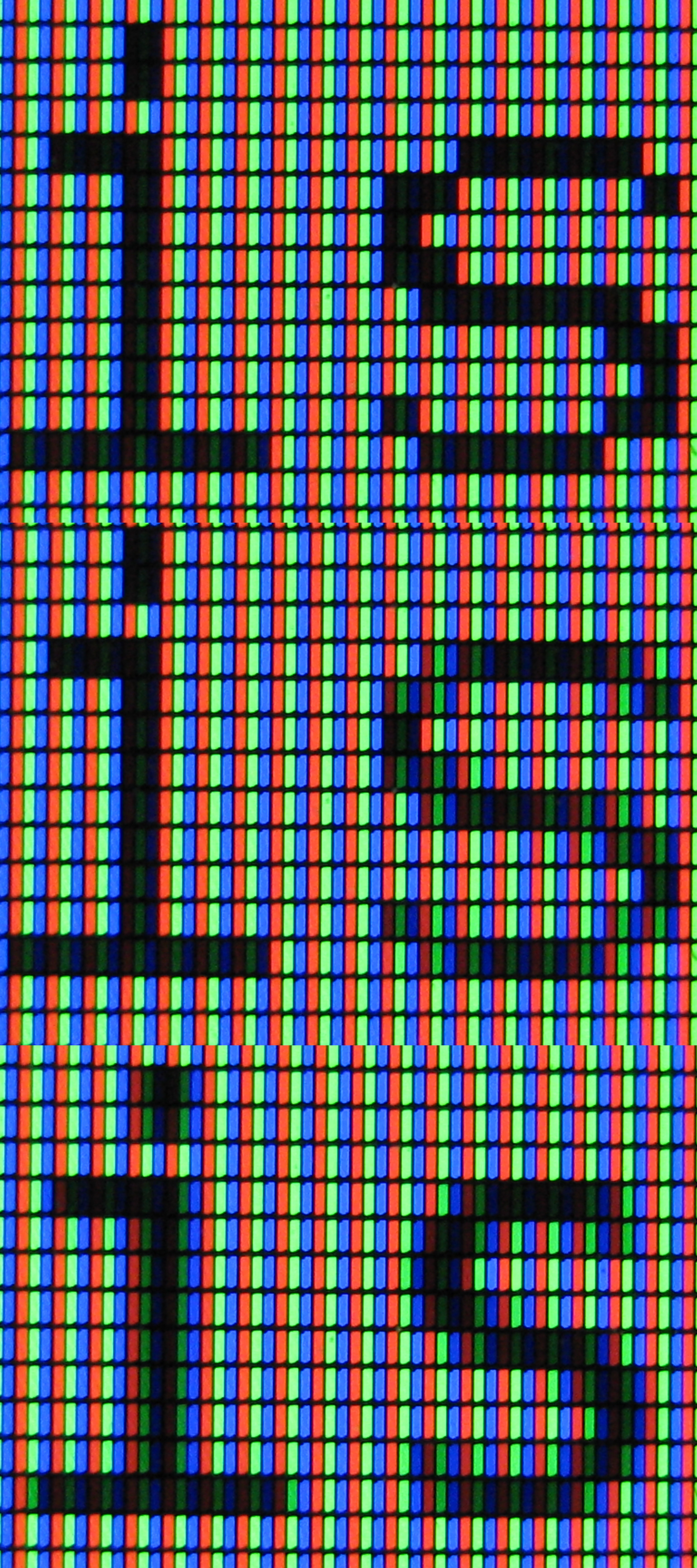
Composite macro photograph of three types of rendering for is: monochrome, traditional antialiasing, subpixel rendering (from top)
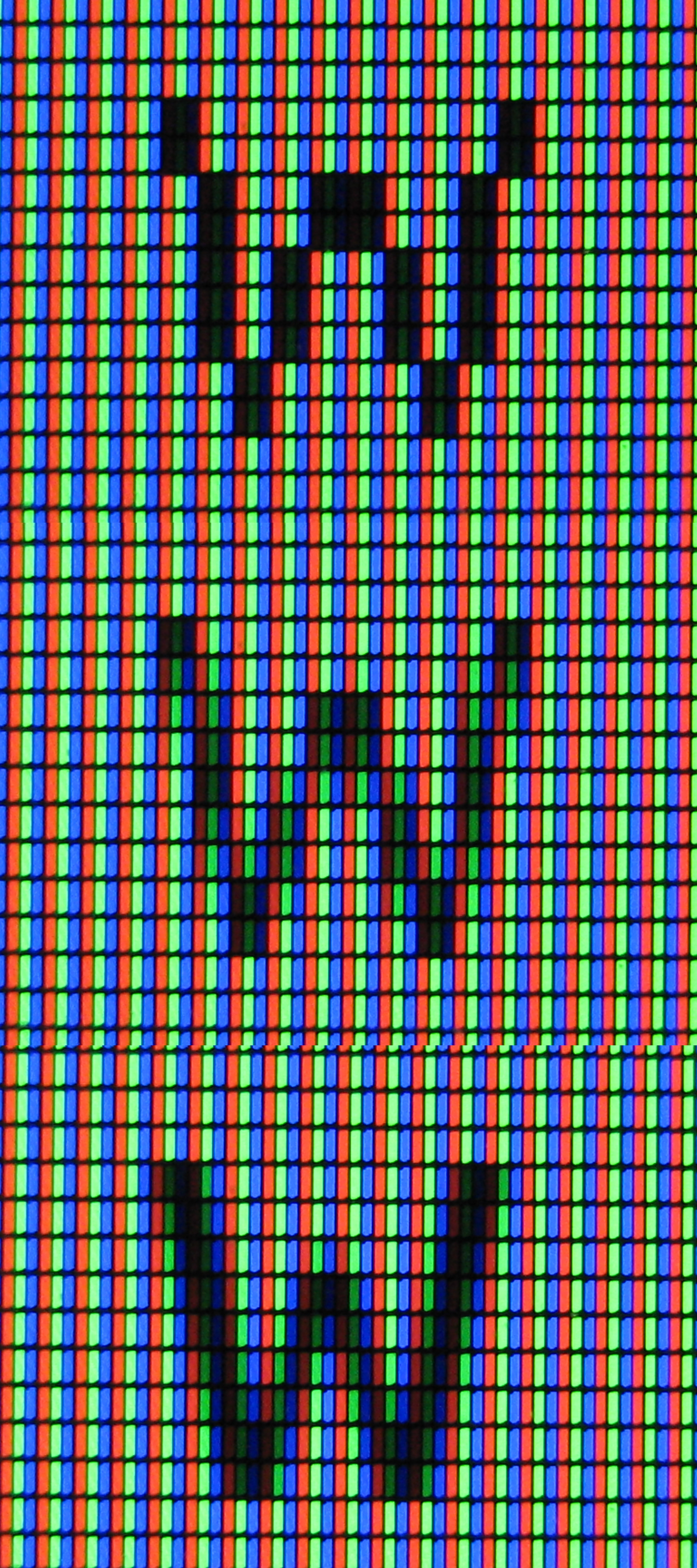
Composite macro photograph of three types of rendering for w: monochrome, traditional antialiasing, subpixel rendering (from top)

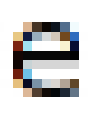
Lower case e subpixel rendered with FreeType
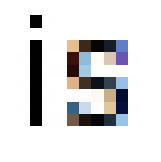
Lower case is subpixel rendered with FreeType
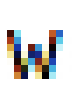
Lower case w subpixel rendered with FreeType
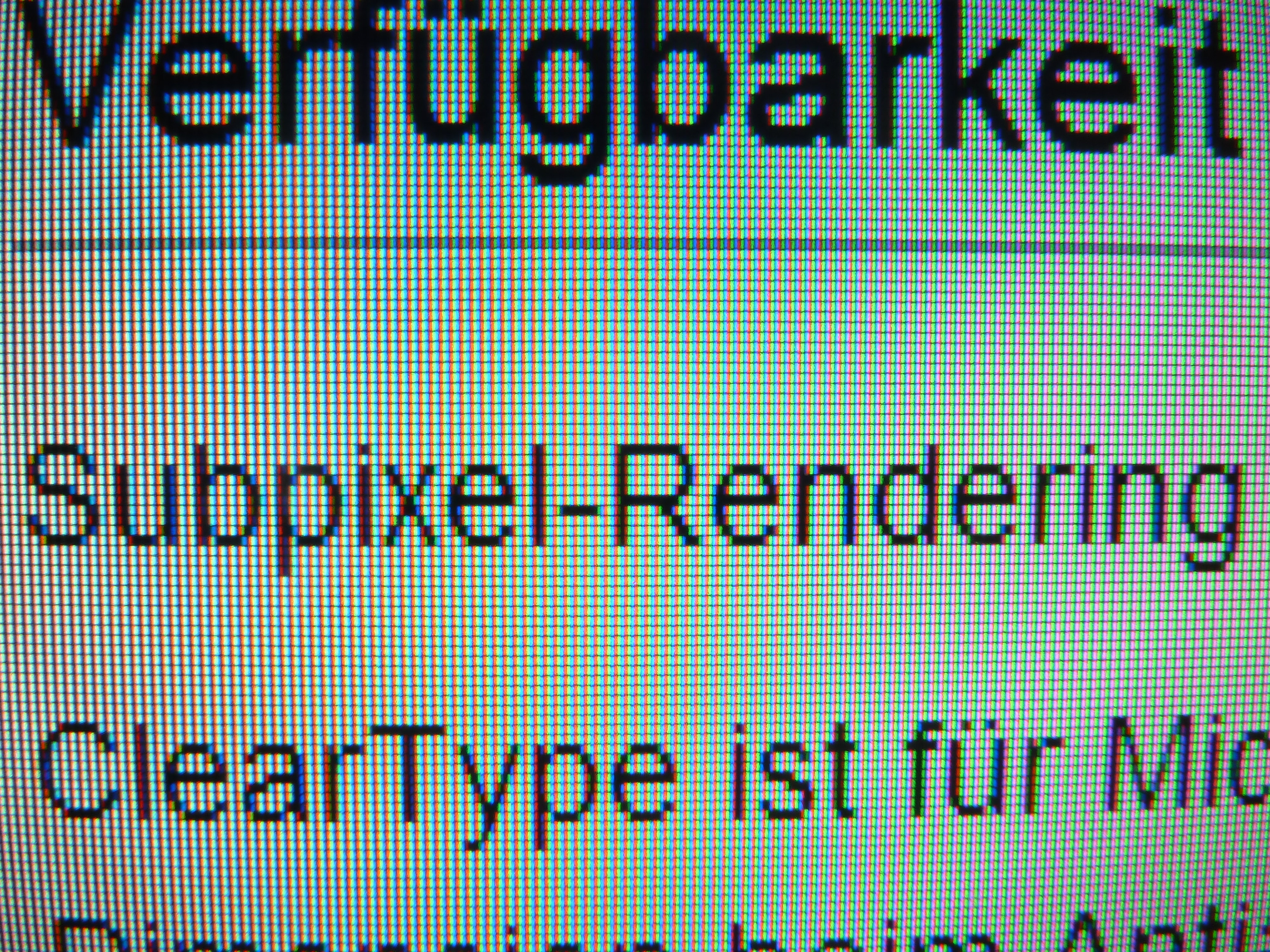
Clear Type activated on a TFT
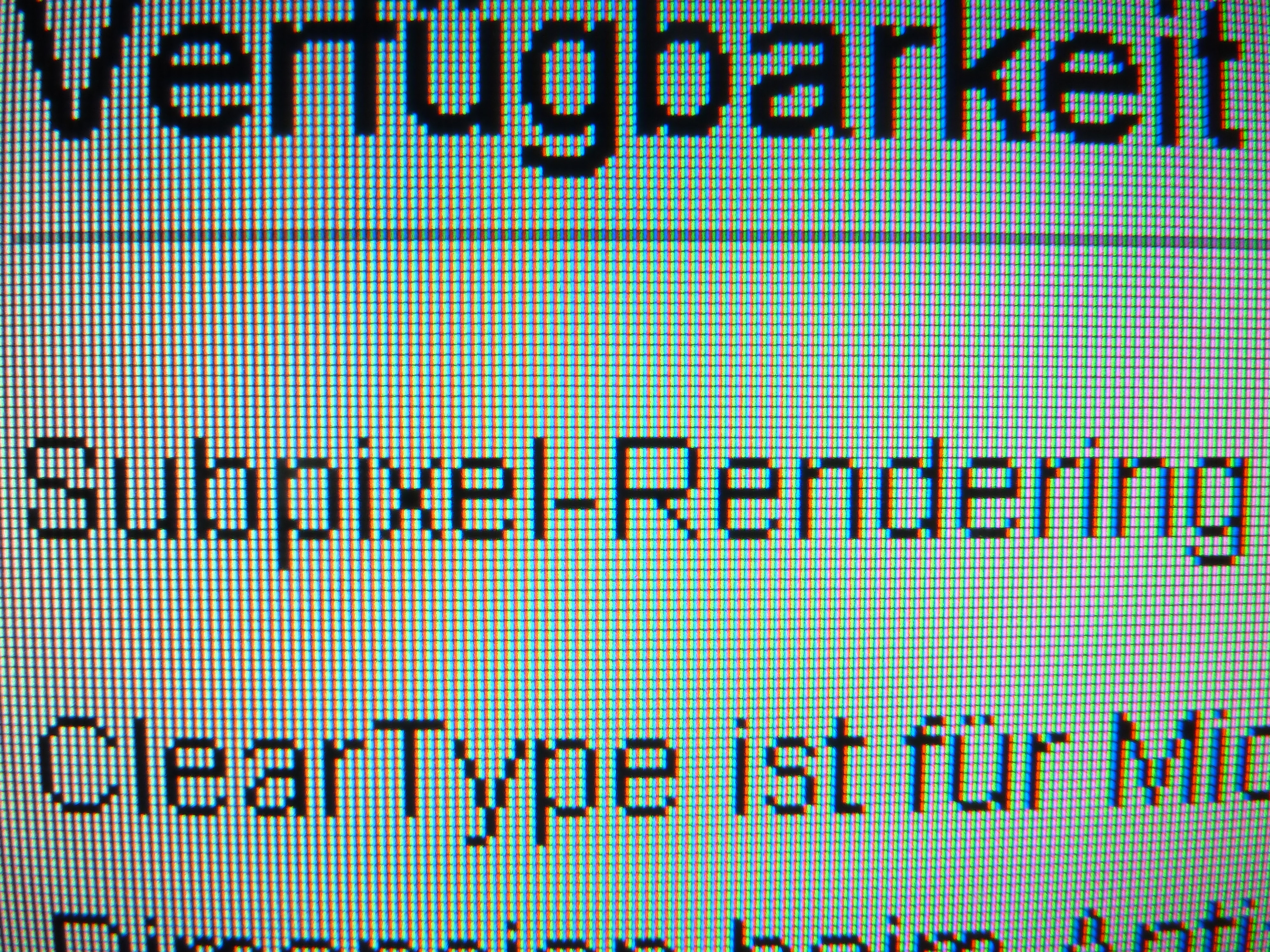
No subpixel rendering on a TFT
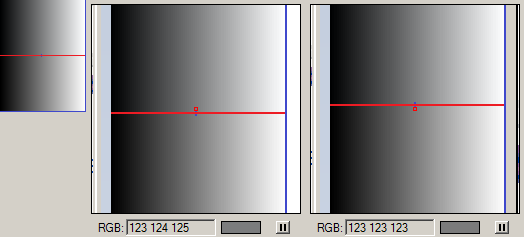
A subpixel accurate gradient.